# Tintoria ducale

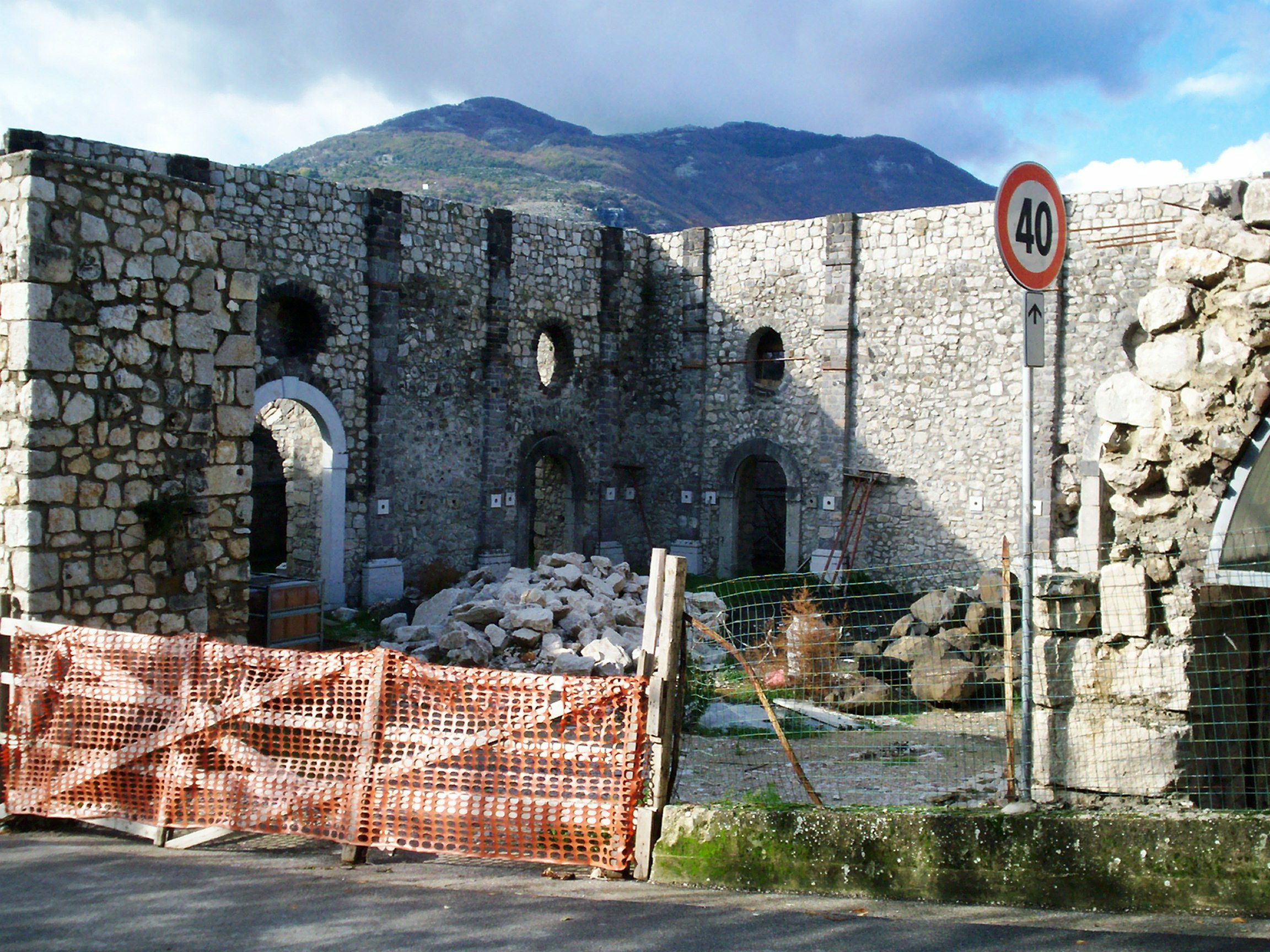
I resti della tintoria ducale (2008)

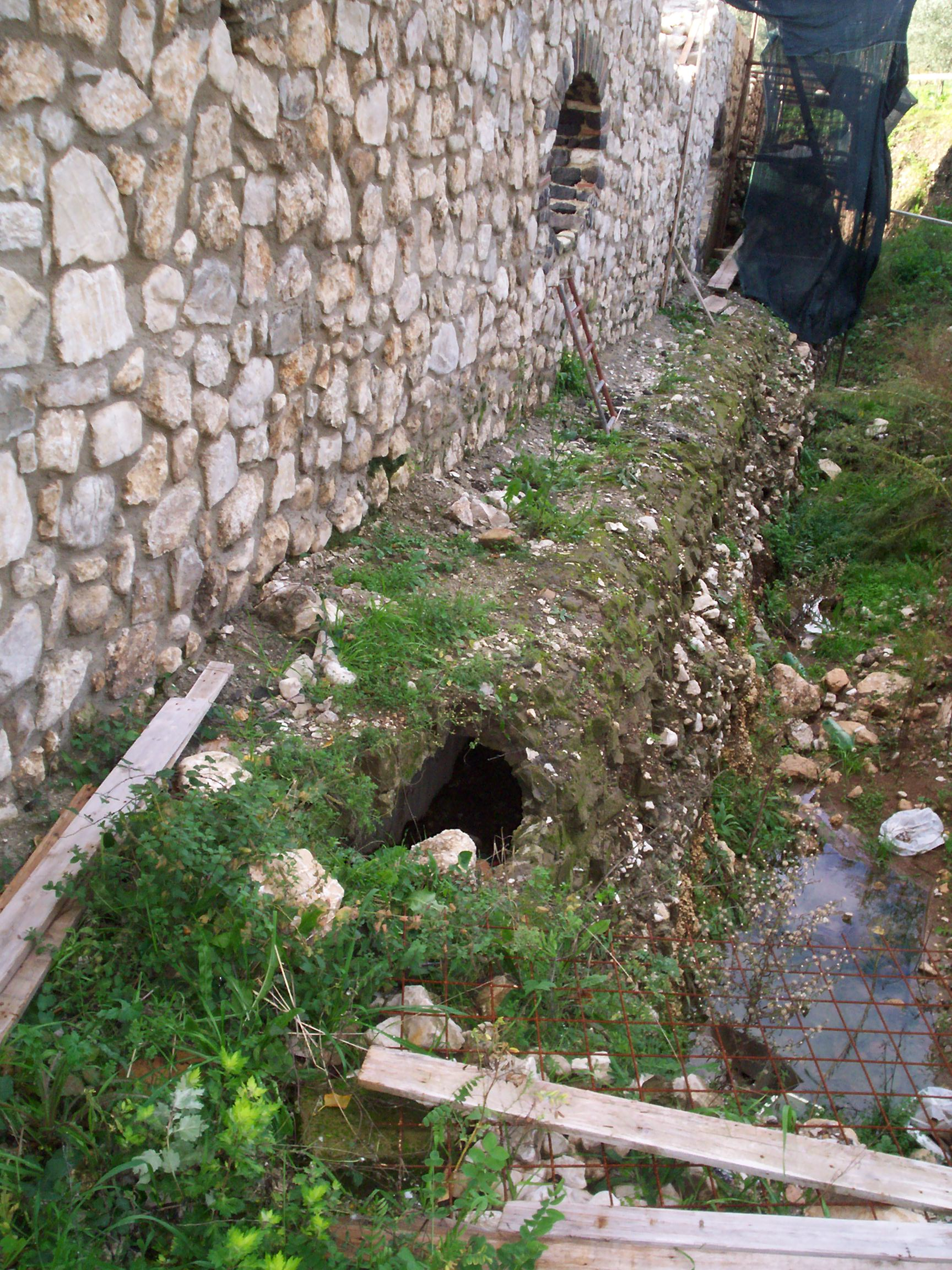
Lo scarico delle vasche della tintoria (2008)

La Tintoria ducale o "tinta" (in dialetto cerretese "tenta") è un edificio di archeologia industriale sito nel comune di Cerreto Sannita. 
Nella tintoria venivano colorati i panni lana cerretesi. 

## Storia
La tintoria ducale dei panni lana era esistente nella Cerreto antica sin dal XV secolo ed era uno degli opifici dove venivano lavorati i panni lana prodotti o importati a Cerreto. Esistevano infatti le gualchiere, le cartoniere e le tintorie, rispettivamente per sodare e follare i panni, pressarli e uniformarli, ed infine tingerli. La sola Universitas possedeva nel 1625 quattordici gualchiere date in fitto a privati cerretesi. 
La tintoria ducale esistente nella vecchia Cerreto era costituita da tre stanze adibite alla colorazione dei tessuti. Annessi alla tintoria c'erano diversi locali coperti e scoperti dove erano siti degli "spandituri" e dei tiratoi che servivano a distendere e tirare i panni tinti in modo da fargli prendere la giusta larghezza e la giusta lunghezza. Assieme alla tintoria ducale erano presenti numerose altre tintorie private di proprietà di alcune famiglie e di alcune confraternite.
Nel XVII secolo l'importazione dai mercati dell'America e dell'India dell'indaco e dei suoi colori derivati apportò notevoli innovazioni nella lavorazione dei panni lana cerretesi: mentre precedentemente si erano preferiti colori scuri (derivati dalle noci o dalle radici degli alberi), da allora si iniziarono ad usare sempre con maggiore frequenza colori più chiari: azzurro, violetto, indaco, celeste, scarlatto.
Da un atto notarile dell'epoca si viene a sapere che i mercanti preferivano tingere i loro panni nelle tintorie private piuttosto che in quella ducale dato che in quest'ultimo opificio il gestore doveva pagare un forte fitto annuale ai feudatari e, in conseguenza, per recuperare i soldi, il gestore faceva poca spesa di colori pregiudicando così la qualità del prodotto. I feudatari però pretendevano il dazio sui panni tinti sia nelle tintorie private che in quella ducale, riscuotendo un carlino per ogni panno "lungo" e mezzo carlino per ogni "panno stretto".
Dopo il terremoto del 5 giugno 1688 venne costruita la nuova tintoria ducale, più ampia e spaziosa, della quale si vedono ancora cospicui resti sulla strada presso il quadrivio sito in località "Capo da fuori" di Cerreto. 
La tintoria venne abbandonata a seguito del declino dell'industria dei panni lana cerretesi nel XIX secolo. 
Nel 1988 la tintoria è stata oggetto di un progetto di riqualificazione nell'ambito del "Laboratorio di Progettazione 1988". Il progetto prevedeva il recupero della parte antica e la ricostruzione della parte crollata in stile moderno al fine di adibire la tintoria a sede di seminari biennali e di attività culturali.
A partire dal 2007 la tintoria, divenuta nel 2004 di proprietà privata, è stata oggetto di un discusso intervento di ristrutturazione.

## Descrizione
Nonostante i vari crolli, deturpamenti e vandalismi si riconosce ancora la struttura originaria dell'opificio, esempio di archeologia industriale del XVIII secolo.
La struttura ha una pianta rettangolare con un ampio cortile centrale. Intorno al cortile sorgono diversi ambienti, otto dei quali hanno una copertura a cupola con un foro centrare per far evaporare i vapori delle tinture. Nel pavimento di queste otto sale sono presenti delle vasche circolari a forma di cono rovesciato dove venivano tinti i panni lana.
Lungo il perimetro della struttura corre un cunicolo fognario che portava gli scarichi fluidi della lavorazione nel vicino torrente Turio. 
Nel cortile nel 2004 erano ancora ben visibili i resti di una pavimentazione in ceramica cerretese.